# Château de Segange
Le château de Segange est un édifice situé à Avermes, en France.

## Localisation
Le château est situé sur le territoire de la commune d'Avermes, dans le département de l'Allier, en région Auvergne-Rhône-Alpes, il est situé à 4,3 km au nord-est du bourg.

## Description
La façade sud-est du château de Segange, avec sa haute toiture en ardoise, est ornementée dans le style Renaissance. La tourelle à encorbellement construite au milieu de la façade renferme une chapelle. L'édifice se compose également d’un beau pigeonnier. 

## Historique
Le château date des XVe et XVIe siècles. Il fut construit pour Nicolas Petitdé, argentier de Jean II, duc de Bourbon. Anne de Bretagne, alors reine de France, y séjourna en 1495.
Vers 1670, le château appartient à Hyacinthe de Bianki, d'origine polonaise, puis passe par mariage à la famille du Broc, qui prit le nom de "du Broc de Segange". Guillaume Antoine du Broc de Segange fut arrêté pendant la Révolution et mourut en prison à Moulins sous la Terreur ; le château de Segange subit des destructions et des mutilations. Son fils Jean Charles (1769-1840), émigré, servit dans l'armée des Princes, participa au débarquement de Quiberon, puis combattit en Vendée ; arrêté à deux reprises, il réussit à échapper à la mort. Rentré en 1802, il se retira à Segange et fut maire d'Avermes de 1807 à 1817, avec une interruption pendant les Cent-Jours.
Le fils de Jean Charles, Louis (1808-1885), et le fils de ce dernier, Gaston (1847-1909), se firent l'un et l'autre connaître par leurs travaux d'érudition sur le Nivernais et le Bourbonnais.
La tourelle, l'escalier et le logis font l’objet d’une inscription au titre des monuments historiques par arrêté du 6 septembre 1938.